# Colle di Val d'Elsa
Colle di Val d'Elsa là một đô thị và cộng đồng (comune) ở tỉnh Siena trong vùng Toscana nước Ý.
Đô thị Colle di Val d'Elsa có diện tích ki lô mét vuông, dân số thời điểm năm 31 tháng 5 năm 2005 là 20.276 người.
Đô thị này có các đơn vị dân cư (frazioni) sau:
Các đô thị giáp ranh: 